# Těžba uranové rudy na Bystřicku

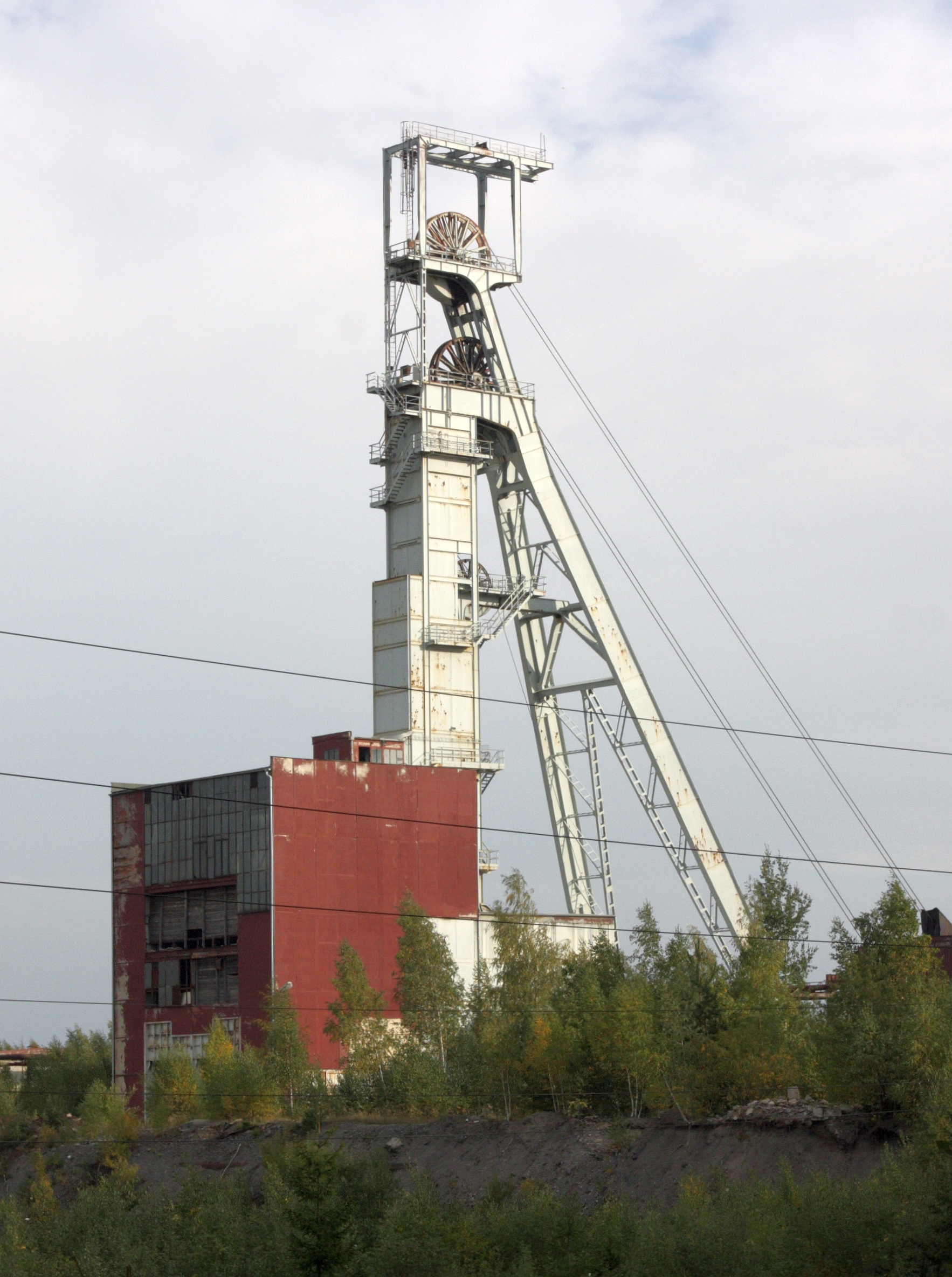
Těžní věž uranového dolu Rožná II (Jasan)

Těžba uranové rudy na Bystřicku probíhala na několika lokalitách - Rožná, Olší a Petrovice-Slavkovice. Od 80. let 20. století docházelo k postupnému útlumu těžby a dnes již v provozu není ani jeden z dolů.

## Lokalita Rožná
V roce 1954 byl zahájen geologický průzkum a v roce 1956 bylo nalezeno na území mezi Rozsochami, Dolní Rožínkou a Bukovem jedno z našich největších uranových ložisek, ložisko Rožná (délka 7 km, šířka 0.8 km, a do hloubky přes 1 km). V roce 1957 byl na něm otevřen důl Rožná I (původně K. H. Borovský), a od roku 1959 důl Rožná II (původně Jasan, od roku 1963 jako samostatný závod). Slepou jámou R6S hloubenou z 18. na 26. patro na dole Rožná II bylo dosaženo největší hloubky důlního pracoviště na ložisku (1315,5 m pod povrchem). Celkem bylo z ložiska Rožná vytěženo na 15 mil. tun uranové rudy.

## Další lokality na Bystřicku
Na dalším v té době objeveném ložisku mezi obcemi Olší a Drahonín, ložisku Olší (délka 5 km, šířka 0.5 km a do hloubky 500 – 650 m) se v letech 1959–1989 vytěžilo celkem 3 mil. tun uranové rudy na dole Rudý říjen Olší. Kratší dobu byl v provozu důl Petrovice-Slavkovice u Nového Města na Moravě (1966-1970).
V roce 1968 zahájila provoz Chemická úpravna uranových rud v blízkosti rožíneckých dolů. Její areál je napojen na železniční síť vlečkou zapojenou do železniční trati Žďár nad Sázavou – Tišnov v širé trati mezi stanicemi Rožná a Bystřice nad Pernštejnem v km 68,417.

## Lokalita Brzkov
Současně probíhala i průzkumná těžba na lokalitě Brzkov (mezi Polnou a Přibyslaví). Tuto těžbu prováděl samostatný závod Československého uranového průzkumu se sídlem v Novém Městě na Moravě. V prosinci 2019 se starostové Brzkova a Přibyslavi vyjádřili proti snahám podniku Diamo o další průzkum a obnovení těžby uranu v okolí Brzkova.

## Rozvoj měst
Uranové doly v Dolní Rožínce se staly svého času druhým největším podnikem v okrese Žďár nad Sázavou, kde se v letech 1960-1985 vystřídalo na 25 000 pracovníků v různých profesích z celé republiky. Uranové doly v oblasti prováděly rozsáhlou bytovou výstavbu a tak vznikla nová sídliště pro zaměstnance podniku v Dolní Rožínce, Bystřici nad Pernštejnem, Novém Městě na Moravě a v Tišnově. Rovněž prováděly nebo se podílely na výstavbě kulturních domů, škol, mateřských školek a jeslí ve většině z uvedených obcí.

## Útlum těžby
V roce 1987 byl v tehdejším ČSUP (Československý uranový průmysl) zahájen celostátní útlumový program, který postihl všechny podniky dřívějšího generálního ředitelství Příbram. Následkem toho ukončil svoji činnost na Dolní Rožínce nejprve závod Rudý říjen Olší v roce 1989 a v roce 2001 závod Rožná II. V provozu tak zůstával pouze jediný důl Rožná I.
V roce 2009 došlo k otevření 23. patra a v lednu 2012 vedení podniku Diamo oznámilo, že zásoby uranové rudy v dole umožňují těžbu minimálně do roku 2017. Předpokládalo se ale, že zásoby jsou ještě větší.
V roce 2017 bylo ložisko dolu Rožná I kompletně vytěženo a během března téhož roku skončila důlní činnost v okolí Dolní Rožínky úplně. Dne 27. dubna 2017 vyjel z dolu Rožná I poslední vozík s uranovou rudou a následně došlo k uzavření posledního hlubinného uranového dolu ve střední Evropě.